# Rocca di Cave
Rocca di Cave è un comune italiano di 364 abitanti della città metropolitana di Roma Capitale nel Lazio.

## Geografia fisica

### Territorio
Rocca di Cave si trova nella catena subappeninica laziale, e precisamente nel versante meridionale dei Monti Prenestini ad un'altezza di 933 metri s.l.m. Il paese è infatti considerato il secondo comune più alto della provincia di Roma (primo Cervara di Roma) e nono in tutto il Lazio.
Circa 100 milioni di anni fa tutta la catena dei Monti Prenestini, compreso il Monte Manno su cui si erge Rocca Di Cave, si trovava al di sotto del livello del mare costituendo un'imponente barriera corallina. Anche oggi si possono vedere fossili attribuiti a quel periodo. Ci sono sentieri appositi che possono essere percorsi con visite guidate concordate con il museo "Ardito Desio" del paese.
Il Monte Manno, oltre ad aver fatto parte della barriera corallina per moltissimi milioni di anni, fu anche un vulcano che restò attivo fino a pochi milioni di anni fa, motivo per cui si possono trovare anche rocce di tipo vulcanico.
Molto importante è stata anche la scoperta, nel 2016, dei resti ossei di un sauropode, vissuto circa 112 milioni di anni fa e ribattezzato con il nome Tito. Ciò ha fatto sì che gli esperti potessero arrivare a dire che, durante il Cretaceo Inferiore, la paleo-penisola italiana era molto più estesa, e tale da favorire gli spostamenti dei dinosauri dall'Africa all'Europa.

### Clima
- Classificazione climatica: zona E, 2958 GR/G

## Storia
Il quadrante prenestino, ove è situata Rocca di Cave, fu anticamente territorio dei Latini, confinanti a nord con gli Equi e i Sabini, ad est con gli Ernici e a sud-ovest con i Volsci. Dopo la caduta dell'Impero romano d'Occidente e dopo una fase di disgregazione e decadenza, il territorio a sud di Roma vide la presenza dei feudatari e dei monaci benedettini sublacensi che, sia pure con intenti diversi, riorganizzarono la società. Ci fu una ripresa dell'economia agricola e il conseguente sviluppo degli insediamenti rurali, frequentemente attaccati da pirati saraceni e normanni.
Le scorrerie dei pirati determinarono la necessità di proteggere gli abitati, edificando gli insediamenti su alture e fornendoli di cinte murarie e rocche. In questo contesto i monaci benedettini di Subiaco, intorno all'850, provvidero alla costruzione della Rocca come difesa dalle incursioni saracene. Se le ricerche documentali non hanno evidenziato alcuna testimonianza che si riferisca espressamente alle origini del paese, si sa però che fra il IX e l'XI secolo veniva chiamato "Castello dei Santi Tre" dai titolari delle chiese ivi esistenti di Santa Maria, San Pietro e San Michele Arcangelo.
Il nome Rocca di Cave compare per la prima volta nel 1125.
Rocca di Cave, conquistata nel 1101 da Pietro Colonna, fu quasi sempre proprietà della famiglia Colonna, fino alla fine del secolo XIX, attraverso vicende che vedono brevemente succedersi nel predominio i Conti, gli Annibaldi e gli Orsini e attraverso contrasti continui con il papato.
Rocca di Cave venne unita a Cave durante l'occupazione francese, alla cui conclusione riottenne la sua autonomia.
La popolazione, che viveva nel borgo di Rocca, era costituita prevalentemente da contadini poveri e vessati da numerose tasse. Alla fine del 1800 la critica situazione economica provocò una forte emigrazione verso gli Stati Uniti, tanto che il comune di Rocca di Cave chiese di unirsi a quello di Cave.
Una targa commemorativa posta nella sala consiliare ricorda l'autonomia amministrativa riconquistata per l'intervento di Giulio Venzi, deputato del Regno d'Italia.
Gli alberi della pineta a sud dell'abitato vennero piantati in memoria dei caduti della prima guerra mondiale.
La notte del 7 febbraio del 1944 i tedeschi circondarono il paese, e circa alle sette del mattino tutti i roccheggiani vennero portati in piazza San Nicola. A quel punto vennero divisi gli uomini dalle donne. Gli uomini dovettero rimanere in piazza, le donne dovettero andare in chiesa San Nicola. La piazza era circondata da mitragliatrici. Il commissario (sindaco) ogni tanto entrava in chiesa per chiedere se le donne sapessero qualcosa di 4 tedeschi uccisi. All'epoca, secondo la legge di guerra, per ogni tedesco che veniva ucciso si dovevano uccidere dieci italiani. Vennero scelti 40 roccheggiani per essere fucilati. Ma inaspettatamente un uomo parlò con il generale che comandava la montagna e gli indicò dove era accaduto il fatto, e gli disse che lì c'era un gruppo russo. Il generale mandò a liberare Rocca di Cave perché i suoi cittadini non erano più considerati responsabili dell'uccisione dei tedeschi.

### Simboli
Lo stemma comunale è uno scudo a cartoccio su cui sono raffigurate una sirena e una torre.
Il gonfalone è un drappo partito di azzurro e di giallo.

## Monumenti e luoghi d'interesse

### Architetture militari
- Castello Colonna

## Società

### Evoluzione demografica
Abitanti censiti

### Etnie e minoranze straniere
Al 31 dicembre 2015 a Rocca di Cave risultavano residenti 17 cittadini stranieri (4,51%) e la nazionalità più rappresentata era:
- Romania: 11 (2,92%)

## Cultura

### Istruzione

#### Ricerca
- Postazione di osservazione astronomica. L’osservatorio astronomico è situato sulla sommità della torre centrale della fortezza. È costituito da una cupola astronomica di circa 4 metri di diametro, con un telescopio principale Schmidt-Cassegrain di 37 cm apertura, e altri minori.[6]

#### Musei
- Museo geopaleontologico "Ardito Desio". Dedicato al geologo italiano Ardito Desio, è ospitato nella fortezza del paese. Al suo interno è esposta un’ampia panoramica del patrimonio fossilifero geopaleontologico di Rocca di Cave e vari pannelli riguardo alla storia geologica del Lazio, con particolare dettaglio al Cretacico Superiore, periodo in cui si depositavano le rocce carbonatiche e in cui vivevano gli organismi che costituivano le scogliere "coralline". Le terrazze della fortezza permettono un’osservazione diretta della morfologia e della geodiversità del territorio laziale, con un panorama che si estende per oltre 100 chilometri dalla costa tirrenica fino al centro della catena appenninica. Il museo è inoltre dotato di una stazione meteo per la registrazione dei fenomeni meteorologici e di una stazione sismica per rilevare in continuo i terremoti.[7][8]

#### Altro
- Planetario. Sono presenti un planetario stabile e un planetario mobile con cupola avente un diametro di 6 metri e proiettore opto-digitale. All'interno del planetario è possibile assistere a spettacoli astronomici in modalità “full dome” dedicati ai temi dell’astronomia e della geologia planetaria.[9]

## Amministrazione

### Altre informazioni amministrative
- Fa parte della Comunità montana dei Monti Sabini, Tiburtini, Cornicolani e Prenestini.